# Ураніа тема (шахи)
Те́ма Ура́ніа — тема в шаховій композиції ортодоксального жанру. Суть теми — повна переміна функцій одного і того ж ходу білої фігури у кожній з трьох фаз. В одній із фаз хід білої фігури є вступний, в наступній фазі є загрозою мата, в третій фазі — на відповідь чорної фігури стає матуючим ходом.

## Історія
Німецький журнал «Urania» в 1980—1981 роках проводив тематичний конкурс на ідею, де один і той же хід білих у різних фазах змінює функції — вступний хід, загроза, матуючий хід.  Зміна функцій одного і того ж ходу може бути в довільній послідовності.
Ідея дістала назву від журналу, який проводив тематичний конкурс — тема Ураніа. Багато задач було опубліковано з таким задумом ще раніше, до оголошення цього тематичного конкурсу.

## Проста форма
Один із варіантів алгоритму вираження теми, який починається з ілюзорної гри:
1. ... x 2. A #      (матуючий хід)
1. X?  ~  2. A #     (загроза мату)
1. A!  ~                (вступний хід)
В задачі, зображеній на діаграмі нижче, тема виражена за таким алгоритмом:
1. A?~                (вступний хід)
1. X?  ~  2. A #     (загроза мату)
1.Y!
1. ... x 2. A #       (матуючий хід)
|   | a | b | c | d | e | f | g | h |   |
| 8 | b8 білий слон · c7 біла тура · h7 чорний пішак · e6 білий слон · g6 чорний кінь · h5 білий пішак · a4 чорний слон · f4 білий кінь · d3 чорний кінь · g3 чорний король · e2 білий пішак · g2 білий кінь · g1 білий король | b8 білий слон · c7 біла тура · h7 чорний пішак · e6 білий слон · g6 чорний кінь · h5 білий пішак · a4 чорний слон · f4 білий кінь · d3 чорний кінь · g3 чорний король · e2 білий пішак · g2 білий кінь · g1 білий король | b8 білий слон · c7 біла тура · h7 чорний пішак · e6 білий слон · g6 чорний кінь · h5 білий пішак · a4 чорний слон · f4 білий кінь · d3 чорний кінь · g3 чорний король · e2 білий пішак · g2 білий кінь · g1 білий король | b8 білий слон · c7 біла тура · h7 чорний пішак · e6 білий слон · g6 чорний кінь · h5 білий пішак · a4 чорний слон · f4 білий кінь · d3 чорний кінь · g3 чорний король · e2 білий пішак · g2 білий кінь · g1 білий король | b8 білий слон · c7 біла тура · h7 чорний пішак · e6 білий слон · g6 чорний кінь · h5 білий пішак · a4 чорний слон · f4 білий кінь · d3 чорний кінь · g3 чорний король · e2 білий пішак · g2 білий кінь · g1 білий король | b8 білий слон · c7 біла тура · h7 чорний пішак · e6 білий слон · g6 чорний кінь · h5 білий пішак · a4 чорний слон · f4 білий кінь · d3 чорний кінь · g3 чорний король · e2 білий пішак · g2 білий кінь · g1 білий король | b8 білий слон · c7 біла тура · h7 чорний пішак · e6 білий слон · g6 чорний кінь · h5 білий пішак · a4 чорний слон · f4 білий кінь · d3 чорний кінь · g3 чорний король · e2 білий пішак · g2 білий кінь · g1 білий король | b8 білий слон · c7 біла тура · h7 чорний пішак · e6 білий слон · g6 чорний кінь · h5 білий пішак · a4 чорний слон · f4 білий кінь · d3 чорний кінь · g3 чорний король · e2 білий пішак · g2 білий кінь · g1 білий король | 8 |
| 7 | b8 білий слон · c7 біла тура · h7 чорний пішак · e6 білий слон · g6 чорний кінь · h5 білий пішак · a4 чорний слон · f4 білий кінь · d3 чорний кінь · g3 чорний король · e2 білий пішак · g2 білий кінь · g1 білий король | b8 білий слон · c7 біла тура · h7 чорний пішак · e6 білий слон · g6 чорний кінь · h5 білий пішак · a4 чорний слон · f4 білий кінь · d3 чорний кінь · g3 чорний король · e2 білий пішак · g2 білий кінь · g1 білий король | b8 білий слон · c7 біла тура · h7 чорний пішак · e6 білий слон · g6 чорний кінь · h5 білий пішак · a4 чорний слон · f4 білий кінь · d3 чорний кінь · g3 чорний король · e2 білий пішак · g2 білий кінь · g1 білий король | b8 білий слон · c7 біла тура · h7 чорний пішак · e6 білий слон · g6 чорний кінь · h5 білий пішак · a4 чорний слон · f4 білий кінь · d3 чорний кінь · g3 чорний король · e2 білий пішак · g2 білий кінь · g1 білий король | b8 білий слон · c7 біла тура · h7 чорний пішак · e6 білий слон · g6 чорний кінь · h5 білий пішак · a4 чорний слон · f4 білий кінь · d3 чорний кінь · g3 чорний король · e2 білий пішак · g2 білий кінь · g1 білий король | b8 білий слон · c7 біла тура · h7 чорний пішак · e6 білий слон · g6 чорний кінь · h5 білий пішак · a4 чорний слон · f4 білий кінь · d3 чорний кінь · g3 чорний король · e2 білий пішак · g2 білий кінь · g1 білий король | b8 білий слон · c7 біла тура · h7 чорний пішак · e6 білий слон · g6 чорний кінь · h5 білий пішак · a4 чорний слон · f4 білий кінь · d3 чорний кінь · g3 чорний король · e2 білий пішак · g2 білий кінь · g1 білий король | b8 білий слон · c7 біла тура · h7 чорний пішак · e6 білий слон · g6 чорний кінь · h5 білий пішак · a4 чорний слон · f4 білий кінь · d3 чорний кінь · g3 чорний король · e2 білий пішак · g2 білий кінь · g1 білий король | 7 |
| 6 | b8 білий слон · c7 біла тура · h7 чорний пішак · e6 білий слон · g6 чорний кінь · h5 білий пішак · a4 чорний слон · f4 білий кінь · d3 чорний кінь · g3 чорний король · e2 білий пішак · g2 білий кінь · g1 білий король | b8 білий слон · c7 біла тура · h7 чорний пішак · e6 білий слон · g6 чорний кінь · h5 білий пішак · a4 чорний слон · f4 білий кінь · d3 чорний кінь · g3 чорний король · e2 білий пішак · g2 білий кінь · g1 білий король | b8 білий слон · c7 біла тура · h7 чорний пішак · e6 білий слон · g6 чорний кінь · h5 білий пішак · a4 чорний слон · f4 білий кінь · d3 чорний кінь · g3 чорний король · e2 білий пішак · g2 білий кінь · g1 білий король | b8 білий слон · c7 біла тура · h7 чорний пішак · e6 білий слон · g6 чорний кінь · h5 білий пішак · a4 чорний слон · f4 білий кінь · d3 чорний кінь · g3 чорний король · e2 білий пішак · g2 білий кінь · g1 білий король | b8 білий слон · c7 біла тура · h7 чорний пішак · e6 білий слон · g6 чорний кінь · h5 білий пішак · a4 чорний слон · f4 білий кінь · d3 чорний кінь · g3 чорний король · e2 білий пішак · g2 білий кінь · g1 білий король | b8 білий слон · c7 біла тура · h7 чорний пішак · e6 білий слон · g6 чорний кінь · h5 білий пішак · a4 чорний слон · f4 білий кінь · d3 чорний кінь · g3 чорний король · e2 білий пішак · g2 білий кінь · g1 білий король | b8 білий слон · c7 біла тура · h7 чорний пішак · e6 білий слон · g6 чорний кінь · h5 білий пішак · a4 чорний слон · f4 білий кінь · d3 чорний кінь · g3 чорний король · e2 білий пішак · g2 білий кінь · g1 білий король | b8 білий слон · c7 біла тура · h7 чорний пішак · e6 білий слон · g6 чорний кінь · h5 білий пішак · a4 чорний слон · f4 білий кінь · d3 чорний кінь · g3 чорний король · e2 білий пішак · g2 білий кінь · g1 білий король | 6 |
| 5 | b8 білий слон · c7 біла тура · h7 чорний пішак · e6 білий слон · g6 чорний кінь · h5 білий пішак · a4 чорний слон · f4 білий кінь · d3 чорний кінь · g3 чорний король · e2 білий пішак · g2 білий кінь · g1 білий король | b8 білий слон · c7 біла тура · h7 чорний пішак · e6 білий слон · g6 чорний кінь · h5 білий пішак · a4 чорний слон · f4 білий кінь · d3 чорний кінь · g3 чорний король · e2 білий пішак · g2 білий кінь · g1 білий король | b8 білий слон · c7 біла тура · h7 чорний пішак · e6 білий слон · g6 чорний кінь · h5 білий пішак · a4 чорний слон · f4 білий кінь · d3 чорний кінь · g3 чорний король · e2 білий пішак · g2 білий кінь · g1 білий король | b8 білий слон · c7 біла тура · h7 чорний пішак · e6 білий слон · g6 чорний кінь · h5 білий пішак · a4 чорний слон · f4 білий кінь · d3 чорний кінь · g3 чорний король · e2 білий пішак · g2 білий кінь · g1 білий король | b8 білий слон · c7 біла тура · h7 чорний пішак · e6 білий слон · g6 чорний кінь · h5 білий пішак · a4 чорний слон · f4 білий кінь · d3 чорний кінь · g3 чорний король · e2 білий пішак · g2 білий кінь · g1 білий король | b8 білий слон · c7 біла тура · h7 чорний пішак · e6 білий слон · g6 чорний кінь · h5 білий пішак · a4 чорний слон · f4 білий кінь · d3 чорний кінь · g3 чорний король · e2 білий пішак · g2 білий кінь · g1 білий король | b8 білий слон · c7 біла тура · h7 чорний пішак · e6 білий слон · g6 чорний кінь · h5 білий пішак · a4 чорний слон · f4 білий кінь · d3 чорний кінь · g3 чорний король · e2 білий пішак · g2 білий кінь · g1 білий король | b8 білий слон · c7 біла тура · h7 чорний пішак · e6 білий слон · g6 чорний кінь · h5 білий пішак · a4 чорний слон · f4 білий кінь · d3 чорний кінь · g3 чорний король · e2 білий пішак · g2 білий кінь · g1 білий король | 5 |
| 4 | b8 білий слон · c7 біла тура · h7 чорний пішак · e6 білий слон · g6 чорний кінь · h5 білий пішак · a4 чорний слон · f4 білий кінь · d3 чорний кінь · g3 чорний король · e2 білий пішак · g2 білий кінь · g1 білий король | b8 білий слон · c7 біла тура · h7 чорний пішак · e6 білий слон · g6 чорний кінь · h5 білий пішак · a4 чорний слон · f4 білий кінь · d3 чорний кінь · g3 чорний король · e2 білий пішак · g2 білий кінь · g1 білий король | b8 білий слон · c7 біла тура · h7 чорний пішак · e6 білий слон · g6 чорний кінь · h5 білий пішак · a4 чорний слон · f4 білий кінь · d3 чорний кінь · g3 чорний король · e2 білий пішак · g2 білий кінь · g1 білий король | b8 білий слон · c7 біла тура · h7 чорний пішак · e6 білий слон · g6 чорний кінь · h5 білий пішак · a4 чорний слон · f4 білий кінь · d3 чорний кінь · g3 чорний король · e2 білий пішак · g2 білий кінь · g1 білий король | b8 білий слон · c7 біла тура · h7 чорний пішак · e6 білий слон · g6 чорний кінь · h5 білий пішак · a4 чорний слон · f4 білий кінь · d3 чорний кінь · g3 чорний король · e2 білий пішак · g2 білий кінь · g1 білий король | b8 білий слон · c7 біла тура · h7 чорний пішак · e6 білий слон · g6 чорний кінь · h5 білий пішак · a4 чорний слон · f4 білий кінь · d3 чорний кінь · g3 чорний король · e2 білий пішак · g2 білий кінь · g1 білий король | b8 білий слон · c7 біла тура · h7 чорний пішак · e6 білий слон · g6 чорний кінь · h5 білий пішак · a4 чорний слон · f4 білий кінь · d3 чорний кінь · g3 чорний король · e2 білий пішак · g2 білий кінь · g1 білий король | b8 білий слон · c7 біла тура · h7 чорний пішак · e6 білий слон · g6 чорний кінь · h5 білий пішак · a4 чорний слон · f4 білий кінь · d3 чорний кінь · g3 чорний король · e2 білий пішак · g2 білий кінь · g1 білий король | 4 |
| 3 | b8 білий слон · c7 біла тура · h7 чорний пішак · e6 білий слон · g6 чорний кінь · h5 білий пішак · a4 чорний слон · f4 білий кінь · d3 чорний кінь · g3 чорний король · e2 білий пішак · g2 білий кінь · g1 білий король | b8 білий слон · c7 біла тура · h7 чорний пішак · e6 білий слон · g6 чорний кінь · h5 білий пішак · a4 чорний слон · f4 білий кінь · d3 чорний кінь · g3 чорний король · e2 білий пішак · g2 білий кінь · g1 білий король | b8 білий слон · c7 біла тура · h7 чорний пішак · e6 білий слон · g6 чорний кінь · h5 білий пішак · a4 чорний слон · f4 білий кінь · d3 чорний кінь · g3 чорний король · e2 білий пішак · g2 білий кінь · g1 білий король | b8 білий слон · c7 біла тура · h7 чорний пішак · e6 білий слон · g6 чорний кінь · h5 білий пішак · a4 чорний слон · f4 білий кінь · d3 чорний кінь · g3 чорний король · e2 білий пішак · g2 білий кінь · g1 білий король | b8 білий слон · c7 біла тура · h7 чорний пішак · e6 білий слон · g6 чорний кінь · h5 білий пішак · a4 чорний слон · f4 білий кінь · d3 чорний кінь · g3 чорний король · e2 білий пішак · g2 білий кінь · g1 білий король | b8 білий слон · c7 біла тура · h7 чорний пішак · e6 білий слон · g6 чорний кінь · h5 білий пішак · a4 чорний слон · f4 білий кінь · d3 чорний кінь · g3 чорний король · e2 білий пішак · g2 білий кінь · g1 білий король | b8 білий слон · c7 біла тура · h7 чорний пішак · e6 білий слон · g6 чорний кінь · h5 білий пішак · a4 чорний слон · f4 білий кінь · d3 чорний кінь · g3 чорний король · e2 білий пішак · g2 білий кінь · g1 білий король | b8 білий слон · c7 біла тура · h7 чорний пішак · e6 білий слон · g6 чорний кінь · h5 білий пішак · a4 чорний слон · f4 білий кінь · d3 чорний кінь · g3 чорний король · e2 білий пішак · g2 білий кінь · g1 білий король | 3 |
| 2 | b8 білий слон · c7 біла тура · h7 чорний пішак · e6 білий слон · g6 чорний кінь · h5 білий пішак · a4 чорний слон · f4 білий кінь · d3 чорний кінь · g3 чорний король · e2 білий пішак · g2 білий кінь · g1 білий король | b8 білий слон · c7 біла тура · h7 чорний пішак · e6 білий слон · g6 чорний кінь · h5 білий пішак · a4 чорний слон · f4 білий кінь · d3 чорний кінь · g3 чорний король · e2 білий пішак · g2 білий кінь · g1 білий король | b8 білий слон · c7 біла тура · h7 чорний пішак · e6 білий слон · g6 чорний кінь · h5 білий пішак · a4 чорний слон · f4 білий кінь · d3 чорний кінь · g3 чорний король · e2 білий пішак · g2 білий кінь · g1 білий король | b8 білий слон · c7 біла тура · h7 чорний пішак · e6 білий слон · g6 чорний кінь · h5 білий пішак · a4 чорний слон · f4 білий кінь · d3 чорний кінь · g3 чорний король · e2 білий пішак · g2 білий кінь · g1 білий король | b8 білий слон · c7 біла тура · h7 чорний пішак · e6 білий слон · g6 чорний кінь · h5 білий пішак · a4 чорний слон · f4 білий кінь · d3 чорний кінь · g3 чорний король · e2 білий пішак · g2 білий кінь · g1 білий король | b8 білий слон · c7 біла тура · h7 чорний пішак · e6 білий слон · g6 чорний кінь · h5 білий пішак · a4 чорний слон · f4 білий кінь · d3 чорний кінь · g3 чорний король · e2 білий пішак · g2 білий кінь · g1 білий король | b8 білий слон · c7 біла тура · h7 чорний пішак · e6 білий слон · g6 чорний кінь · h5 білий пішак · a4 чорний слон · f4 білий кінь · d3 чорний кінь · g3 чорний король · e2 білий пішак · g2 білий кінь · g1 білий король | b8 білий слон · c7 біла тура · h7 чорний пішак · e6 білий слон · g6 чорний кінь · h5 білий пішак · a4 чорний слон · f4 білий кінь · d3 чорний кінь · g3 чорний король · e2 білий пішак · g2 білий кінь · g1 білий король | 2 |
| 1 | b8 білий слон · c7 біла тура · h7 чорний пішак · e6 білий слон · g6 чорний кінь · h5 білий пішак · a4 чорний слон · f4 білий кінь · d3 чорний кінь · g3 чорний король · e2 білий пішак · g2 білий кінь · g1 білий король | b8 білий слон · c7 біла тура · h7 чорний пішак · e6 білий слон · g6 чорний кінь · h5 білий пішак · a4 чорний слон · f4 білий кінь · d3 чорний кінь · g3 чорний король · e2 білий пішак · g2 білий кінь · g1 білий король | b8 білий слон · c7 біла тура · h7 чорний пішак · e6 білий слон · g6 чорний кінь · h5 білий пішак · a4 чорний слон · f4 білий кінь · d3 чорний кінь · g3 чорний король · e2 білий пішак · g2 білий кінь · g1 білий король | b8 білий слон · c7 біла тура · h7 чорний пішак · e6 білий слон · g6 чорний кінь · h5 білий пішак · a4 чорний слон · f4 білий кінь · d3 чорний кінь · g3 чорний король · e2 білий пішак · g2 білий кінь · g1 білий король | b8 білий слон · c7 біла тура · h7 чорний пішак · e6 білий слон · g6 чорний кінь · h5 білий пішак · a4 чорний слон · f4 білий кінь · d3 чорний кінь · g3 чорний король · e2 білий пішак · g2 білий кінь · g1 білий король | b8 білий слон · c7 біла тура · h7 чорний пішак · e6 білий слон · g6 чорний кінь · h5 білий пішак · a4 чорний слон · f4 білий кінь · d3 чорний кінь · g3 чорний король · e2 білий пішак · g2 білий кінь · g1 білий король | b8 білий слон · c7 біла тура · h7 чорний пішак · e6 білий слон · g6 чорний кінь · h5 білий пішак · a4 чорний слон · f4 білий кінь · d3 чорний кінь · g3 чорний король · e2 білий пішак · g2 білий кінь · g1 білий король | b8 білий слон · c7 біла тура · h7 чорний пішак · e6 білий слон · g6 чорний кінь · h5 білий пішак · a4 чорний слон · f4 білий кінь · d3 чорний кінь · g3 чорний король · e2 білий пішак · g2 білий кінь · g1 білий король | 1 |
|   | a | b | c | d | e | f | g | h |   |

1. Tc3 ? Sge5!

1. S:g6? ~ 2.  Tc3#
1. ... Lc6!

1. h6! ~ 2. Sh5 
1. ... Sd:f4 2. Tc3#
1. ... Sg:f4 2. Tg7#

## Подвоєна форма
В задачі, зображеній на діаграмі нижче, тема виражена за таким алгоритмом:
1. A?
1. X?  ~  2. A #
1. B?
1. Y?  ~  2. B #
1.Z!
1. ... x   2. A #
1. ... y   2. B #
|   | a | b | c | d | e | f | g | h |   |
| 8 | e8 білий слон · b7 чорний слон · c7 білий король · d6 білий пішак · e6 білий пішак · c5 білий пішак · d5 чорний король · c4 чорний пішак · c3 білий пішак · e3 білий ферзь · f3 чорний пішак · b2 біла тура · e2 білий пішак · d1 чорна тура | e8 білий слон · b7 чорний слон · c7 білий король · d6 білий пішак · e6 білий пішак · c5 білий пішак · d5 чорний король · c4 чорний пішак · c3 білий пішак · e3 білий ферзь · f3 чорний пішак · b2 біла тура · e2 білий пішак · d1 чорна тура | e8 білий слон · b7 чорний слон · c7 білий король · d6 білий пішак · e6 білий пішак · c5 білий пішак · d5 чорний король · c4 чорний пішак · c3 білий пішак · e3 білий ферзь · f3 чорний пішак · b2 біла тура · e2 білий пішак · d1 чорна тура | e8 білий слон · b7 чорний слон · c7 білий король · d6 білий пішак · e6 білий пішак · c5 білий пішак · d5 чорний король · c4 чорний пішак · c3 білий пішак · e3 білий ферзь · f3 чорний пішак · b2 біла тура · e2 білий пішак · d1 чорна тура | e8 білий слон · b7 чорний слон · c7 білий король · d6 білий пішак · e6 білий пішак · c5 білий пішак · d5 чорний король · c4 чорний пішак · c3 білий пішак · e3 білий ферзь · f3 чорний пішак · b2 біла тура · e2 білий пішак · d1 чорна тура | e8 білий слон · b7 чорний слон · c7 білий король · d6 білий пішак · e6 білий пішак · c5 білий пішак · d5 чорний король · c4 чорний пішак · c3 білий пішак · e3 білий ферзь · f3 чорний пішак · b2 біла тура · e2 білий пішак · d1 чорна тура | e8 білий слон · b7 чорний слон · c7 білий король · d6 білий пішак · e6 білий пішак · c5 білий пішак · d5 чорний король · c4 чорний пішак · c3 білий пішак · e3 білий ферзь · f3 чорний пішак · b2 біла тура · e2 білий пішак · d1 чорна тура | e8 білий слон · b7 чорний слон · c7 білий король · d6 білий пішак · e6 білий пішак · c5 білий пішак · d5 чорний король · c4 чорний пішак · c3 білий пішак · e3 білий ферзь · f3 чорний пішак · b2 біла тура · e2 білий пішак · d1 чорна тура | 8 |
| 7 | e8 білий слон · b7 чорний слон · c7 білий король · d6 білий пішак · e6 білий пішак · c5 білий пішак · d5 чорний король · c4 чорний пішак · c3 білий пішак · e3 білий ферзь · f3 чорний пішак · b2 біла тура · e2 білий пішак · d1 чорна тура | e8 білий слон · b7 чорний слон · c7 білий король · d6 білий пішак · e6 білий пішак · c5 білий пішак · d5 чорний король · c4 чорний пішак · c3 білий пішак · e3 білий ферзь · f3 чорний пішак · b2 біла тура · e2 білий пішак · d1 чорна тура | e8 білий слон · b7 чорний слон · c7 білий король · d6 білий пішак · e6 білий пішак · c5 білий пішак · d5 чорний король · c4 чорний пішак · c3 білий пішак · e3 білий ферзь · f3 чорний пішак · b2 біла тура · e2 білий пішак · d1 чорна тура | e8 білий слон · b7 чорний слон · c7 білий король · d6 білий пішак · e6 білий пішак · c5 білий пішак · d5 чорний король · c4 чорний пішак · c3 білий пішак · e3 білий ферзь · f3 чорний пішак · b2 біла тура · e2 білий пішак · d1 чорна тура | e8 білий слон · b7 чорний слон · c7 білий король · d6 білий пішак · e6 білий пішак · c5 білий пішак · d5 чорний король · c4 чорний пішак · c3 білий пішак · e3 білий ферзь · f3 чорний пішак · b2 біла тура · e2 білий пішак · d1 чорна тура | e8 білий слон · b7 чорний слон · c7 білий король · d6 білий пішак · e6 білий пішак · c5 білий пішак · d5 чорний король · c4 чорний пішак · c3 білий пішак · e3 білий ферзь · f3 чорний пішак · b2 біла тура · e2 білий пішак · d1 чорна тура | e8 білий слон · b7 чорний слон · c7 білий король · d6 білий пішак · e6 білий пішак · c5 білий пішак · d5 чорний король · c4 чорний пішак · c3 білий пішак · e3 білий ферзь · f3 чорний пішак · b2 біла тура · e2 білий пішак · d1 чорна тура | e8 білий слон · b7 чорний слон · c7 білий король · d6 білий пішак · e6 білий пішак · c5 білий пішак · d5 чорний король · c4 чорний пішак · c3 білий пішак · e3 білий ферзь · f3 чорний пішак · b2 біла тура · e2 білий пішак · d1 чорна тура | 7 |
| 6 | e8 білий слон · b7 чорний слон · c7 білий король · d6 білий пішак · e6 білий пішак · c5 білий пішак · d5 чорний король · c4 чорний пішак · c3 білий пішак · e3 білий ферзь · f3 чорний пішак · b2 біла тура · e2 білий пішак · d1 чорна тура | e8 білий слон · b7 чорний слон · c7 білий король · d6 білий пішак · e6 білий пішак · c5 білий пішак · d5 чорний король · c4 чорний пішак · c3 білий пішак · e3 білий ферзь · f3 чорний пішак · b2 біла тура · e2 білий пішак · d1 чорна тура | e8 білий слон · b7 чорний слон · c7 білий король · d6 білий пішак · e6 білий пішак · c5 білий пішак · d5 чорний король · c4 чорний пішак · c3 білий пішак · e3 білий ферзь · f3 чорний пішак · b2 біла тура · e2 білий пішак · d1 чорна тура | e8 білий слон · b7 чорний слон · c7 білий король · d6 білий пішак · e6 білий пішак · c5 білий пішак · d5 чорний король · c4 чорний пішак · c3 білий пішак · e3 білий ферзь · f3 чорний пішак · b2 біла тура · e2 білий пішак · d1 чорна тура | e8 білий слон · b7 чорний слон · c7 білий король · d6 білий пішак · e6 білий пішак · c5 білий пішак · d5 чорний король · c4 чорний пішак · c3 білий пішак · e3 білий ферзь · f3 чорний пішак · b2 біла тура · e2 білий пішак · d1 чорна тура | e8 білий слон · b7 чорний слон · c7 білий король · d6 білий пішак · e6 білий пішак · c5 білий пішак · d5 чорний король · c4 чорний пішак · c3 білий пішак · e3 білий ферзь · f3 чорний пішак · b2 біла тура · e2 білий пішак · d1 чорна тура | e8 білий слон · b7 чорний слон · c7 білий король · d6 білий пішак · e6 білий пішак · c5 білий пішак · d5 чорний король · c4 чорний пішак · c3 білий пішак · e3 білий ферзь · f3 чорний пішак · b2 біла тура · e2 білий пішак · d1 чорна тура | e8 білий слон · b7 чорний слон · c7 білий король · d6 білий пішак · e6 білий пішак · c5 білий пішак · d5 чорний король · c4 чорний пішак · c3 білий пішак · e3 білий ферзь · f3 чорний пішак · b2 біла тура · e2 білий пішак · d1 чорна тура | 6 |
| 5 | e8 білий слон · b7 чорний слон · c7 білий король · d6 білий пішак · e6 білий пішак · c5 білий пішак · d5 чорний король · c4 чорний пішак · c3 білий пішак · e3 білий ферзь · f3 чорний пішак · b2 біла тура · e2 білий пішак · d1 чорна тура | e8 білий слон · b7 чорний слон · c7 білий король · d6 білий пішак · e6 білий пішак · c5 білий пішак · d5 чорний король · c4 чорний пішак · c3 білий пішак · e3 білий ферзь · f3 чорний пішак · b2 біла тура · e2 білий пішак · d1 чорна тура | e8 білий слон · b7 чорний слон · c7 білий король · d6 білий пішак · e6 білий пішак · c5 білий пішак · d5 чорний король · c4 чорний пішак · c3 білий пішак · e3 білий ферзь · f3 чорний пішак · b2 біла тура · e2 білий пішак · d1 чорна тура | e8 білий слон · b7 чорний слон · c7 білий король · d6 білий пішак · e6 білий пішак · c5 білий пішак · d5 чорний король · c4 чорний пішак · c3 білий пішак · e3 білий ферзь · f3 чорний пішак · b2 біла тура · e2 білий пішак · d1 чорна тура | e8 білий слон · b7 чорний слон · c7 білий король · d6 білий пішак · e6 білий пішак · c5 білий пішак · d5 чорний король · c4 чорний пішак · c3 білий пішак · e3 білий ферзь · f3 чорний пішак · b2 біла тура · e2 білий пішак · d1 чорна тура | e8 білий слон · b7 чорний слон · c7 білий король · d6 білий пішак · e6 білий пішак · c5 білий пішак · d5 чорний король · c4 чорний пішак · c3 білий пішак · e3 білий ферзь · f3 чорний пішак · b2 біла тура · e2 білий пішак · d1 чорна тура | e8 білий слон · b7 чорний слон · c7 білий король · d6 білий пішак · e6 білий пішак · c5 білий пішак · d5 чорний король · c4 чорний пішак · c3 білий пішак · e3 білий ферзь · f3 чорний пішак · b2 біла тура · e2 білий пішак · d1 чорна тура | e8 білий слон · b7 чорний слон · c7 білий король · d6 білий пішак · e6 білий пішак · c5 білий пішак · d5 чорний король · c4 чорний пішак · c3 білий пішак · e3 білий ферзь · f3 чорний пішак · b2 біла тура · e2 білий пішак · d1 чорна тура | 5 |
| 4 | e8 білий слон · b7 чорний слон · c7 білий король · d6 білий пішак · e6 білий пішак · c5 білий пішак · d5 чорний король · c4 чорний пішак · c3 білий пішак · e3 білий ферзь · f3 чорний пішак · b2 біла тура · e2 білий пішак · d1 чорна тура | e8 білий слон · b7 чорний слон · c7 білий король · d6 білий пішак · e6 білий пішак · c5 білий пішак · d5 чорний король · c4 чорний пішак · c3 білий пішак · e3 білий ферзь · f3 чорний пішак · b2 біла тура · e2 білий пішак · d1 чорна тура | e8 білий слон · b7 чорний слон · c7 білий король · d6 білий пішак · e6 білий пішак · c5 білий пішак · d5 чорний король · c4 чорний пішак · c3 білий пішак · e3 білий ферзь · f3 чорний пішак · b2 біла тура · e2 білий пішак · d1 чорна тура | e8 білий слон · b7 чорний слон · c7 білий король · d6 білий пішак · e6 білий пішак · c5 білий пішак · d5 чорний король · c4 чорний пішак · c3 білий пішак · e3 білий ферзь · f3 чорний пішак · b2 біла тура · e2 білий пішак · d1 чорна тура | e8 білий слон · b7 чорний слон · c7 білий король · d6 білий пішак · e6 білий пішак · c5 білий пішак · d5 чорний король · c4 чорний пішак · c3 білий пішак · e3 білий ферзь · f3 чорний пішак · b2 біла тура · e2 білий пішак · d1 чорна тура | e8 білий слон · b7 чорний слон · c7 білий король · d6 білий пішак · e6 білий пішак · c5 білий пішак · d5 чорний король · c4 чорний пішак · c3 білий пішак · e3 білий ферзь · f3 чорний пішак · b2 біла тура · e2 білий пішак · d1 чорна тура | e8 білий слон · b7 чорний слон · c7 білий король · d6 білий пішак · e6 білий пішак · c5 білий пішак · d5 чорний король · c4 чорний пішак · c3 білий пішак · e3 білий ферзь · f3 чорний пішак · b2 біла тура · e2 білий пішак · d1 чорна тура | e8 білий слон · b7 чорний слон · c7 білий король · d6 білий пішак · e6 білий пішак · c5 білий пішак · d5 чорний король · c4 чорний пішак · c3 білий пішак · e3 білий ферзь · f3 чорний пішак · b2 біла тура · e2 білий пішак · d1 чорна тура | 4 |
| 3 | e8 білий слон · b7 чорний слон · c7 білий король · d6 білий пішак · e6 білий пішак · c5 білий пішак · d5 чорний король · c4 чорний пішак · c3 білий пішак · e3 білий ферзь · f3 чорний пішак · b2 біла тура · e2 білий пішак · d1 чорна тура | e8 білий слон · b7 чорний слон · c7 білий король · d6 білий пішак · e6 білий пішак · c5 білий пішак · d5 чорний король · c4 чорний пішак · c3 білий пішак · e3 білий ферзь · f3 чорний пішак · b2 біла тура · e2 білий пішак · d1 чорна тура | e8 білий слон · b7 чорний слон · c7 білий король · d6 білий пішак · e6 білий пішак · c5 білий пішак · d5 чорний король · c4 чорний пішак · c3 білий пішак · e3 білий ферзь · f3 чорний пішак · b2 біла тура · e2 білий пішак · d1 чорна тура | e8 білий слон · b7 чорний слон · c7 білий король · d6 білий пішак · e6 білий пішак · c5 білий пішак · d5 чорний король · c4 чорний пішак · c3 білий пішак · e3 білий ферзь · f3 чорний пішак · b2 біла тура · e2 білий пішак · d1 чорна тура | e8 білий слон · b7 чорний слон · c7 білий король · d6 білий пішак · e6 білий пішак · c5 білий пішак · d5 чорний король · c4 чорний пішак · c3 білий пішак · e3 білий ферзь · f3 чорний пішак · b2 біла тура · e2 білий пішак · d1 чорна тура | e8 білий слон · b7 чорний слон · c7 білий король · d6 білий пішак · e6 білий пішак · c5 білий пішак · d5 чорний король · c4 чорний пішак · c3 білий пішак · e3 білий ферзь · f3 чорний пішак · b2 біла тура · e2 білий пішак · d1 чорна тура | e8 білий слон · b7 чорний слон · c7 білий король · d6 білий пішак · e6 білий пішак · c5 білий пішак · d5 чорний король · c4 чорний пішак · c3 білий пішак · e3 білий ферзь · f3 чорний пішак · b2 біла тура · e2 білий пішак · d1 чорна тура | e8 білий слон · b7 чорний слон · c7 білий король · d6 білий пішак · e6 білий пішак · c5 білий пішак · d5 чорний король · c4 чорний пішак · c3 білий пішак · e3 білий ферзь · f3 чорний пішак · b2 біла тура · e2 білий пішак · d1 чорна тура | 3 |
| 2 | e8 білий слон · b7 чорний слон · c7 білий король · d6 білий пішак · e6 білий пішак · c5 білий пішак · d5 чорний король · c4 чорний пішак · c3 білий пішак · e3 білий ферзь · f3 чорний пішак · b2 біла тура · e2 білий пішак · d1 чорна тура | e8 білий слон · b7 чорний слон · c7 білий король · d6 білий пішак · e6 білий пішак · c5 білий пішак · d5 чорний король · c4 чорний пішак · c3 білий пішак · e3 білий ферзь · f3 чорний пішак · b2 біла тура · e2 білий пішак · d1 чорна тура | e8 білий слон · b7 чорний слон · c7 білий король · d6 білий пішак · e6 білий пішак · c5 білий пішак · d5 чорний король · c4 чорний пішак · c3 білий пішак · e3 білий ферзь · f3 чорний пішак · b2 біла тура · e2 білий пішак · d1 чорна тура | e8 білий слон · b7 чорний слон · c7 білий король · d6 білий пішак · e6 білий пішак · c5 білий пішак · d5 чорний король · c4 чорний пішак · c3 білий пішак · e3 білий ферзь · f3 чорний пішак · b2 біла тура · e2 білий пішак · d1 чорна тура | e8 білий слон · b7 чорний слон · c7 білий король · d6 білий пішак · e6 білий пішак · c5 білий пішак · d5 чорний король · c4 чорний пішак · c3 білий пішак · e3 білий ферзь · f3 чорний пішак · b2 біла тура · e2 білий пішак · d1 чорна тура | e8 білий слон · b7 чорний слон · c7 білий король · d6 білий пішак · e6 білий пішак · c5 білий пішак · d5 чорний король · c4 чорний пішак · c3 білий пішак · e3 білий ферзь · f3 чорний пішак · b2 біла тура · e2 білий пішак · d1 чорна тура | e8 білий слон · b7 чорний слон · c7 білий король · d6 білий пішак · e6 білий пішак · c5 білий пішак · d5 чорний король · c4 чорний пішак · c3 білий пішак · e3 білий ферзь · f3 чорний пішак · b2 біла тура · e2 білий пішак · d1 чорна тура | e8 білий слон · b7 чорний слон · c7 білий король · d6 білий пішак · e6 білий пішак · c5 білий пішак · d5 чорний король · c4 чорний пішак · c3 білий пішак · e3 білий ферзь · f3 чорний пішак · b2 біла тура · e2 білий пішак · d1 чорна тура | 2 |
| 1 | e8 білий слон · b7 чорний слон · c7 білий король · d6 білий пішак · e6 білий пішак · c5 білий пішак · d5 чорний король · c4 чорний пішак · c3 білий пішак · e3 білий ферзь · f3 чорний пішак · b2 біла тура · e2 білий пішак · d1 чорна тура | e8 білий слон · b7 чорний слон · c7 білий король · d6 білий пішак · e6 білий пішак · c5 білий пішак · d5 чорний король · c4 чорний пішак · c3 білий пішак · e3 білий ферзь · f3 чорний пішак · b2 біла тура · e2 білий пішак · d1 чорна тура | e8 білий слон · b7 чорний слон · c7 білий король · d6 білий пішак · e6 білий пішак · c5 білий пішак · d5 чорний король · c4 чорний пішак · c3 білий пішак · e3 білий ферзь · f3 чорний пішак · b2 біла тура · e2 білий пішак · d1 чорна тура | e8 білий слон · b7 чорний слон · c7 білий король · d6 білий пішак · e6 білий пішак · c5 білий пішак · d5 чорний король · c4 чорний пішак · c3 білий пішак · e3 білий ферзь · f3 чорний пішак · b2 біла тура · e2 білий пішак · d1 чорна тура | e8 білий слон · b7 чорний слон · c7 білий король · d6 білий пішак · e6 білий пішак · c5 білий пішак · d5 чорний король · c4 чорний пішак · c3 білий пішак · e3 білий ферзь · f3 чорний пішак · b2 біла тура · e2 білий пішак · d1 чорна тура | e8 білий слон · b7 чорний слон · c7 білий король · d6 білий пішак · e6 білий пішак · c5 білий пішак · d5 чорний король · c4 чорний пішак · c3 білий пішак · e3 білий ферзь · f3 чорний пішак · b2 біла тура · e2 білий пішак · d1 чорна тура | e8 білий слон · b7 чорний слон · c7 білий король · d6 білий пішак · e6 білий пішак · c5 білий пішак · d5 чорний король · c4 чорний пішак · c3 білий пішак · e3 білий ферзь · f3 чорний пішак · b2 біла тура · e2 білий пішак · d1 чорна тура | e8 білий слон · b7 чорний слон · c7 білий король · d6 білий пішак · e6 білий пішак · c5 білий пішак · d5 чорний король · c4 чорний пішак · c3 білий пішак · e3 білий ферзь · f3 чорний пішак · b2 біла тура · e2 білий пішак · d1 чорна тура | 1 |
|   | a | b | c | d | e | f | g | h |   |

1. Tb5? Tb1!
1. c6? ~ 2. Tb5#
1. ... La6!
1. Lf7? Lc8!
1. e7? ~ 2. Lf7#
1. ... Td4!

1. Df4! ~ 2. Df5#
1. ... Kc5 2. Tb5#
1. ... Ke6 2. Lf7#

## Синтез з іншими темами
В задачі, зображеній на діаграмі нижче, тема виражена за таким алгоритмом:
1. A? ~  2. B #
1. B? ~  2. A #
1.Z!
1. ... x 2. A #
1. ... y 2. B #
|   | a | b | c | d | e | f | g | h |   |
| 8 | d8 чорний слон · e8 чорний кінь · g8 білий слон · e5 чорний король · g5 чорний пішак · a4 біла тура · b4 білий слон · e4 білий кінь · g4 білий пішак · g3 біла тура · c2 чорний слон · e2 білий кінь · f2 білий пішак · d1 чорний кінь · e1 білий король · h1 білий ферзь | d8 чорний слон · e8 чорний кінь · g8 білий слон · e5 чорний король · g5 чорний пішак · a4 біла тура · b4 білий слон · e4 білий кінь · g4 білий пішак · g3 біла тура · c2 чорний слон · e2 білий кінь · f2 білий пішак · d1 чорний кінь · e1 білий король · h1 білий ферзь | d8 чорний слон · e8 чорний кінь · g8 білий слон · e5 чорний король · g5 чорний пішак · a4 біла тура · b4 білий слон · e4 білий кінь · g4 білий пішак · g3 біла тура · c2 чорний слон · e2 білий кінь · f2 білий пішак · d1 чорний кінь · e1 білий король · h1 білий ферзь | d8 чорний слон · e8 чорний кінь · g8 білий слон · e5 чорний король · g5 чорний пішак · a4 біла тура · b4 білий слон · e4 білий кінь · g4 білий пішак · g3 біла тура · c2 чорний слон · e2 білий кінь · f2 білий пішак · d1 чорний кінь · e1 білий король · h1 білий ферзь | d8 чорний слон · e8 чорний кінь · g8 білий слон · e5 чорний король · g5 чорний пішак · a4 біла тура · b4 білий слон · e4 білий кінь · g4 білий пішак · g3 біла тура · c2 чорний слон · e2 білий кінь · f2 білий пішак · d1 чорний кінь · e1 білий король · h1 білий ферзь | d8 чорний слон · e8 чорний кінь · g8 білий слон · e5 чорний король · g5 чорний пішак · a4 біла тура · b4 білий слон · e4 білий кінь · g4 білий пішак · g3 біла тура · c2 чорний слон · e2 білий кінь · f2 білий пішак · d1 чорний кінь · e1 білий король · h1 білий ферзь | d8 чорний слон · e8 чорний кінь · g8 білий слон · e5 чорний король · g5 чорний пішак · a4 біла тура · b4 білий слон · e4 білий кінь · g4 білий пішак · g3 біла тура · c2 чорний слон · e2 білий кінь · f2 білий пішак · d1 чорний кінь · e1 білий король · h1 білий ферзь | d8 чорний слон · e8 чорний кінь · g8 білий слон · e5 чорний король · g5 чорний пішак · a4 біла тура · b4 білий слон · e4 білий кінь · g4 білий пішак · g3 біла тура · c2 чорний слон · e2 білий кінь · f2 білий пішак · d1 чорний кінь · e1 білий король · h1 білий ферзь | 8 |
| 7 | d8 чорний слон · e8 чорний кінь · g8 білий слон · e5 чорний король · g5 чорний пішак · a4 біла тура · b4 білий слон · e4 білий кінь · g4 білий пішак · g3 біла тура · c2 чорний слон · e2 білий кінь · f2 білий пішак · d1 чорний кінь · e1 білий король · h1 білий ферзь | d8 чорний слон · e8 чорний кінь · g8 білий слон · e5 чорний король · g5 чорний пішак · a4 біла тура · b4 білий слон · e4 білий кінь · g4 білий пішак · g3 біла тура · c2 чорний слон · e2 білий кінь · f2 білий пішак · d1 чорний кінь · e1 білий король · h1 білий ферзь | d8 чорний слон · e8 чорний кінь · g8 білий слон · e5 чорний король · g5 чорний пішак · a4 біла тура · b4 білий слон · e4 білий кінь · g4 білий пішак · g3 біла тура · c2 чорний слон · e2 білий кінь · f2 білий пішак · d1 чорний кінь · e1 білий король · h1 білий ферзь | d8 чорний слон · e8 чорний кінь · g8 білий слон · e5 чорний король · g5 чорний пішак · a4 біла тура · b4 білий слон · e4 білий кінь · g4 білий пішак · g3 біла тура · c2 чорний слон · e2 білий кінь · f2 білий пішак · d1 чорний кінь · e1 білий король · h1 білий ферзь | d8 чорний слон · e8 чорний кінь · g8 білий слон · e5 чорний король · g5 чорний пішак · a4 біла тура · b4 білий слон · e4 білий кінь · g4 білий пішак · g3 біла тура · c2 чорний слон · e2 білий кінь · f2 білий пішак · d1 чорний кінь · e1 білий король · h1 білий ферзь | d8 чорний слон · e8 чорний кінь · g8 білий слон · e5 чорний король · g5 чорний пішак · a4 біла тура · b4 білий слон · e4 білий кінь · g4 білий пішак · g3 біла тура · c2 чорний слон · e2 білий кінь · f2 білий пішак · d1 чорний кінь · e1 білий король · h1 білий ферзь | d8 чорний слон · e8 чорний кінь · g8 білий слон · e5 чорний король · g5 чорний пішак · a4 біла тура · b4 білий слон · e4 білий кінь · g4 білий пішак · g3 біла тура · c2 чорний слон · e2 білий кінь · f2 білий пішак · d1 чорний кінь · e1 білий король · h1 білий ферзь | d8 чорний слон · e8 чорний кінь · g8 білий слон · e5 чорний король · g5 чорний пішак · a4 біла тура · b4 білий слон · e4 білий кінь · g4 білий пішак · g3 біла тура · c2 чорний слон · e2 білий кінь · f2 білий пішак · d1 чорний кінь · e1 білий король · h1 білий ферзь | 7 |
| 6 | d8 чорний слон · e8 чорний кінь · g8 білий слон · e5 чорний король · g5 чорний пішак · a4 біла тура · b4 білий слон · e4 білий кінь · g4 білий пішак · g3 біла тура · c2 чорний слон · e2 білий кінь · f2 білий пішак · d1 чорний кінь · e1 білий король · h1 білий ферзь | d8 чорний слон · e8 чорний кінь · g8 білий слон · e5 чорний король · g5 чорний пішак · a4 біла тура · b4 білий слон · e4 білий кінь · g4 білий пішак · g3 біла тура · c2 чорний слон · e2 білий кінь · f2 білий пішак · d1 чорний кінь · e1 білий король · h1 білий ферзь | d8 чорний слон · e8 чорний кінь · g8 білий слон · e5 чорний король · g5 чорний пішак · a4 біла тура · b4 білий слон · e4 білий кінь · g4 білий пішак · g3 біла тура · c2 чорний слон · e2 білий кінь · f2 білий пішак · d1 чорний кінь · e1 білий король · h1 білий ферзь | d8 чорний слон · e8 чорний кінь · g8 білий слон · e5 чорний король · g5 чорний пішак · a4 біла тура · b4 білий слон · e4 білий кінь · g4 білий пішак · g3 біла тура · c2 чорний слон · e2 білий кінь · f2 білий пішак · d1 чорний кінь · e1 білий король · h1 білий ферзь | d8 чорний слон · e8 чорний кінь · g8 білий слон · e5 чорний король · g5 чорний пішак · a4 біла тура · b4 білий слон · e4 білий кінь · g4 білий пішак · g3 біла тура · c2 чорний слон · e2 білий кінь · f2 білий пішак · d1 чорний кінь · e1 білий король · h1 білий ферзь | d8 чорний слон · e8 чорний кінь · g8 білий слон · e5 чорний король · g5 чорний пішак · a4 біла тура · b4 білий слон · e4 білий кінь · g4 білий пішак · g3 біла тура · c2 чорний слон · e2 білий кінь · f2 білий пішак · d1 чорний кінь · e1 білий король · h1 білий ферзь | d8 чорний слон · e8 чорний кінь · g8 білий слон · e5 чорний король · g5 чорний пішак · a4 біла тура · b4 білий слон · e4 білий кінь · g4 білий пішак · g3 біла тура · c2 чорний слон · e2 білий кінь · f2 білий пішак · d1 чорний кінь · e1 білий король · h1 білий ферзь | d8 чорний слон · e8 чорний кінь · g8 білий слон · e5 чорний король · g5 чорний пішак · a4 біла тура · b4 білий слон · e4 білий кінь · g4 білий пішак · g3 біла тура · c2 чорний слон · e2 білий кінь · f2 білий пішак · d1 чорний кінь · e1 білий король · h1 білий ферзь | 6 |
| 5 | d8 чорний слон · e8 чорний кінь · g8 білий слон · e5 чорний король · g5 чорний пішак · a4 біла тура · b4 білий слон · e4 білий кінь · g4 білий пішак · g3 біла тура · c2 чорний слон · e2 білий кінь · f2 білий пішак · d1 чорний кінь · e1 білий король · h1 білий ферзь | d8 чорний слон · e8 чорний кінь · g8 білий слон · e5 чорний король · g5 чорний пішак · a4 біла тура · b4 білий слон · e4 білий кінь · g4 білий пішак · g3 біла тура · c2 чорний слон · e2 білий кінь · f2 білий пішак · d1 чорний кінь · e1 білий король · h1 білий ферзь | d8 чорний слон · e8 чорний кінь · g8 білий слон · e5 чорний король · g5 чорний пішак · a4 біла тура · b4 білий слон · e4 білий кінь · g4 білий пішак · g3 біла тура · c2 чорний слон · e2 білий кінь · f2 білий пішак · d1 чорний кінь · e1 білий король · h1 білий ферзь | d8 чорний слон · e8 чорний кінь · g8 білий слон · e5 чорний король · g5 чорний пішак · a4 біла тура · b4 білий слон · e4 білий кінь · g4 білий пішак · g3 біла тура · c2 чорний слон · e2 білий кінь · f2 білий пішак · d1 чорний кінь · e1 білий король · h1 білий ферзь | d8 чорний слон · e8 чорний кінь · g8 білий слон · e5 чорний король · g5 чорний пішак · a4 біла тура · b4 білий слон · e4 білий кінь · g4 білий пішак · g3 біла тура · c2 чорний слон · e2 білий кінь · f2 білий пішак · d1 чорний кінь · e1 білий король · h1 білий ферзь | d8 чорний слон · e8 чорний кінь · g8 білий слон · e5 чорний король · g5 чорний пішак · a4 біла тура · b4 білий слон · e4 білий кінь · g4 білий пішак · g3 біла тура · c2 чорний слон · e2 білий кінь · f2 білий пішак · d1 чорний кінь · e1 білий король · h1 білий ферзь | d8 чорний слон · e8 чорний кінь · g8 білий слон · e5 чорний король · g5 чорний пішак · a4 біла тура · b4 білий слон · e4 білий кінь · g4 білий пішак · g3 біла тура · c2 чорний слон · e2 білий кінь · f2 білий пішак · d1 чорний кінь · e1 білий король · h1 білий ферзь | d8 чорний слон · e8 чорний кінь · g8 білий слон · e5 чорний король · g5 чорний пішак · a4 біла тура · b4 білий слон · e4 білий кінь · g4 білий пішак · g3 біла тура · c2 чорний слон · e2 білий кінь · f2 білий пішак · d1 чорний кінь · e1 білий король · h1 білий ферзь | 5 |
| 4 | d8 чорний слон · e8 чорний кінь · g8 білий слон · e5 чорний король · g5 чорний пішак · a4 біла тура · b4 білий слон · e4 білий кінь · g4 білий пішак · g3 біла тура · c2 чорний слон · e2 білий кінь · f2 білий пішак · d1 чорний кінь · e1 білий король · h1 білий ферзь | d8 чорний слон · e8 чорний кінь · g8 білий слон · e5 чорний король · g5 чорний пішак · a4 біла тура · b4 білий слон · e4 білий кінь · g4 білий пішак · g3 біла тура · c2 чорний слон · e2 білий кінь · f2 білий пішак · d1 чорний кінь · e1 білий король · h1 білий ферзь | d8 чорний слон · e8 чорний кінь · g8 білий слон · e5 чорний король · g5 чорний пішак · a4 біла тура · b4 білий слон · e4 білий кінь · g4 білий пішак · g3 біла тура · c2 чорний слон · e2 білий кінь · f2 білий пішак · d1 чорний кінь · e1 білий король · h1 білий ферзь | d8 чорний слон · e8 чорний кінь · g8 білий слон · e5 чорний король · g5 чорний пішак · a4 біла тура · b4 білий слон · e4 білий кінь · g4 білий пішак · g3 біла тура · c2 чорний слон · e2 білий кінь · f2 білий пішак · d1 чорний кінь · e1 білий король · h1 білий ферзь | d8 чорний слон · e8 чорний кінь · g8 білий слон · e5 чорний король · g5 чорний пішак · a4 біла тура · b4 білий слон · e4 білий кінь · g4 білий пішак · g3 біла тура · c2 чорний слон · e2 білий кінь · f2 білий пішак · d1 чорний кінь · e1 білий король · h1 білий ферзь | d8 чорний слон · e8 чорний кінь · g8 білий слон · e5 чорний король · g5 чорний пішак · a4 біла тура · b4 білий слон · e4 білий кінь · g4 білий пішак · g3 біла тура · c2 чорний слон · e2 білий кінь · f2 білий пішак · d1 чорний кінь · e1 білий король · h1 білий ферзь | d8 чорний слон · e8 чорний кінь · g8 білий слон · e5 чорний король · g5 чорний пішак · a4 біла тура · b4 білий слон · e4 білий кінь · g4 білий пішак · g3 біла тура · c2 чорний слон · e2 білий кінь · f2 білий пішак · d1 чорний кінь · e1 білий король · h1 білий ферзь | d8 чорний слон · e8 чорний кінь · g8 білий слон · e5 чорний король · g5 чорний пішак · a4 біла тура · b4 білий слон · e4 білий кінь · g4 білий пішак · g3 біла тура · c2 чорний слон · e2 білий кінь · f2 білий пішак · d1 чорний кінь · e1 білий король · h1 білий ферзь | 4 |
| 3 | d8 чорний слон · e8 чорний кінь · g8 білий слон · e5 чорний король · g5 чорний пішак · a4 біла тура · b4 білий слон · e4 білий кінь · g4 білий пішак · g3 біла тура · c2 чорний слон · e2 білий кінь · f2 білий пішак · d1 чорний кінь · e1 білий король · h1 білий ферзь | d8 чорний слон · e8 чорний кінь · g8 білий слон · e5 чорний король · g5 чорний пішак · a4 біла тура · b4 білий слон · e4 білий кінь · g4 білий пішак · g3 біла тура · c2 чорний слон · e2 білий кінь · f2 білий пішак · d1 чорний кінь · e1 білий король · h1 білий ферзь | d8 чорний слон · e8 чорний кінь · g8 білий слон · e5 чорний король · g5 чорний пішак · a4 біла тура · b4 білий слон · e4 білий кінь · g4 білий пішак · g3 біла тура · c2 чорний слон · e2 білий кінь · f2 білий пішак · d1 чорний кінь · e1 білий король · h1 білий ферзь | d8 чорний слон · e8 чорний кінь · g8 білий слон · e5 чорний король · g5 чорний пішак · a4 біла тура · b4 білий слон · e4 білий кінь · g4 білий пішак · g3 біла тура · c2 чорний слон · e2 білий кінь · f2 білий пішак · d1 чорний кінь · e1 білий король · h1 білий ферзь | d8 чорний слон · e8 чорний кінь · g8 білий слон · e5 чорний король · g5 чорний пішак · a4 біла тура · b4 білий слон · e4 білий кінь · g4 білий пішак · g3 біла тура · c2 чорний слон · e2 білий кінь · f2 білий пішак · d1 чорний кінь · e1 білий король · h1 білий ферзь | d8 чорний слон · e8 чорний кінь · g8 білий слон · e5 чорний король · g5 чорний пішак · a4 біла тура · b4 білий слон · e4 білий кінь · g4 білий пішак · g3 біла тура · c2 чорний слон · e2 білий кінь · f2 білий пішак · d1 чорний кінь · e1 білий король · h1 білий ферзь | d8 чорний слон · e8 чорний кінь · g8 білий слон · e5 чорний король · g5 чорний пішак · a4 біла тура · b4 білий слон · e4 білий кінь · g4 білий пішак · g3 біла тура · c2 чорний слон · e2 білий кінь · f2 білий пішак · d1 чорний кінь · e1 білий король · h1 білий ферзь | d8 чорний слон · e8 чорний кінь · g8 білий слон · e5 чорний король · g5 чорний пішак · a4 біла тура · b4 білий слон · e4 білий кінь · g4 білий пішак · g3 біла тура · c2 чорний слон · e2 білий кінь · f2 білий пішак · d1 чорний кінь · e1 білий король · h1 білий ферзь | 3 |
| 2 | d8 чорний слон · e8 чорний кінь · g8 білий слон · e5 чорний король · g5 чорний пішак · a4 біла тура · b4 білий слон · e4 білий кінь · g4 білий пішак · g3 біла тура · c2 чорний слон · e2 білий кінь · f2 білий пішак · d1 чорний кінь · e1 білий король · h1 білий ферзь | d8 чорний слон · e8 чорний кінь · g8 білий слон · e5 чорний король · g5 чорний пішак · a4 біла тура · b4 білий слон · e4 білий кінь · g4 білий пішак · g3 біла тура · c2 чорний слон · e2 білий кінь · f2 білий пішак · d1 чорний кінь · e1 білий король · h1 білий ферзь | d8 чорний слон · e8 чорний кінь · g8 білий слон · e5 чорний король · g5 чорний пішак · a4 біла тура · b4 білий слон · e4 білий кінь · g4 білий пішак · g3 біла тура · c2 чорний слон · e2 білий кінь · f2 білий пішак · d1 чорний кінь · e1 білий король · h1 білий ферзь | d8 чорний слон · e8 чорний кінь · g8 білий слон · e5 чорний король · g5 чорний пішак · a4 біла тура · b4 білий слон · e4 білий кінь · g4 білий пішак · g3 біла тура · c2 чорний слон · e2 білий кінь · f2 білий пішак · d1 чорний кінь · e1 білий король · h1 білий ферзь | d8 чорний слон · e8 чорний кінь · g8 білий слон · e5 чорний король · g5 чорний пішак · a4 біла тура · b4 білий слон · e4 білий кінь · g4 білий пішак · g3 біла тура · c2 чорний слон · e2 білий кінь · f2 білий пішак · d1 чорний кінь · e1 білий король · h1 білий ферзь | d8 чорний слон · e8 чорний кінь · g8 білий слон · e5 чорний король · g5 чорний пішак · a4 біла тура · b4 білий слон · e4 білий кінь · g4 білий пішак · g3 біла тура · c2 чорний слон · e2 білий кінь · f2 білий пішак · d1 чорний кінь · e1 білий король · h1 білий ферзь | d8 чорний слон · e8 чорний кінь · g8 білий слон · e5 чорний король · g5 чорний пішак · a4 біла тура · b4 білий слон · e4 білий кінь · g4 білий пішак · g3 біла тура · c2 чорний слон · e2 білий кінь · f2 білий пішак · d1 чорний кінь · e1 білий король · h1 білий ферзь | d8 чорний слон · e8 чорний кінь · g8 білий слон · e5 чорний король · g5 чорний пішак · a4 біла тура · b4 білий слон · e4 білий кінь · g4 білий пішак · g3 біла тура · c2 чорний слон · e2 білий кінь · f2 білий пішак · d1 чорний кінь · e1 білий король · h1 білий ферзь | 2 |
| 1 | d8 чорний слон · e8 чорний кінь · g8 білий слон · e5 чорний король · g5 чорний пішак · a4 біла тура · b4 білий слон · e4 білий кінь · g4 білий пішак · g3 біла тура · c2 чорний слон · e2 білий кінь · f2 білий пішак · d1 чорний кінь · e1 білий король · h1 білий ферзь | d8 чорний слон · e8 чорний кінь · g8 білий слон · e5 чорний король · g5 чорний пішак · a4 біла тура · b4 білий слон · e4 білий кінь · g4 білий пішак · g3 біла тура · c2 чорний слон · e2 білий кінь · f2 білий пішак · d1 чорний кінь · e1 білий король · h1 білий ферзь | d8 чорний слон · e8 чорний кінь · g8 білий слон · e5 чорний король · g5 чорний пішак · a4 біла тура · b4 білий слон · e4 білий кінь · g4 білий пішак · g3 біла тура · c2 чорний слон · e2 білий кінь · f2 білий пішак · d1 чорний кінь · e1 білий король · h1 білий ферзь | d8 чорний слон · e8 чорний кінь · g8 білий слон · e5 чорний король · g5 чорний пішак · a4 біла тура · b4 білий слон · e4 білий кінь · g4 білий пішак · g3 біла тура · c2 чорний слон · e2 білий кінь · f2 білий пішак · d1 чорний кінь · e1 білий король · h1 білий ферзь | d8 чорний слон · e8 чорний кінь · g8 білий слон · e5 чорний король · g5 чорний пішак · a4 біла тура · b4 білий слон · e4 білий кінь · g4 білий пішак · g3 біла тура · c2 чорний слон · e2 білий кінь · f2 білий пішак · d1 чорний кінь · e1 білий король · h1 білий ферзь | d8 чорний слон · e8 чорний кінь · g8 білий слон · e5 чорний король · g5 чорний пішак · a4 біла тура · b4 білий слон · e4 білий кінь · g4 білий пішак · g3 біла тура · c2 чорний слон · e2 білий кінь · f2 білий пішак · d1 чорний кінь · e1 білий король · h1 білий ферзь | d8 чорний слон · e8 чорний кінь · g8 білий слон · e5 чорний король · g5 чорний пішак · a4 біла тура · b4 білий слон · e4 білий кінь · g4 білий пішак · g3 біла тура · c2 чорний слон · e2 білий кінь · f2 білий пішак · d1 чорний кінь · e1 білий король · h1 білий ферзь | d8 чорний слон · e8 чорний кінь · g8 білий слон · e5 чорний король · g5 чорний пішак · a4 біла тура · b4 білий слон · e4 білий кінь · g4 білий пішак · g3 біла тура · c2 чорний слон · e2 білий кінь · f2 білий пішак · d1 чорний кінь · e1 білий король · h1 білий ферзь | 1 |
|   | a | b | c | d | e | f | g | h |   |

1. Te3?(A)  ~ 2. Dh2#(B)
1. ... L:e4! (a)
1. Dh2#(B) ~ 2. Te3#(A)
1. L:e4 2. Tf3#
1. ... K:e4! (b)

1. Tf3! ~ 2. Tf5#
1. ... L:e4 (a) 2. Dh2#(B)
1. ... K:e4 (b)  2. Te3#(A)
- — - — - — -
1. ... Se3, Sg7 2. Lc3, Ld6#

Гармонійно виражено синтез — тема Ураніа, тема Банного і тема Домбровскіса.
Ця задача увійшла під № 76 в «Album FIDE» 1980—1982 роки.

## Вираження теми в мініатюрі
В наступній задачі тема виражена за таким алгоритмом:
1. X?  ~  2. A#     (загроза мату)
1. Y?   y   2. A#     (матуючий хід)
1. A!  ~               (вступний хід)
|   | a | b | c | d | e | f | g | h |   |
| 8 | g8 чорний король · g7 чорний пішак · e6 білий кінь · g6 білий кінь · g5 білий король · b1 білий слон | g8 чорний король · g7 чорний пішак · e6 білий кінь · g6 білий кінь · g5 білий король · b1 білий слон | g8 чорний король · g7 чорний пішак · e6 білий кінь · g6 білий кінь · g5 білий король · b1 білий слон | g8 чорний король · g7 чорний пішак · e6 білий кінь · g6 білий кінь · g5 білий король · b1 білий слон | g8 чорний король · g7 чорний пішак · e6 білий кінь · g6 білий кінь · g5 білий король · b1 білий слон | g8 чорний король · g7 чорний пішак · e6 білий кінь · g6 білий кінь · g5 білий король · b1 білий слон | g8 чорний король · g7 чорний пішак · e6 білий кінь · g6 білий кінь · g5 білий король · b1 білий слон | g8 чорний король · g7 чорний пішак · e6 білий кінь · g6 білий кінь · g5 білий король · b1 білий слон | 8 |
| 7 | g8 чорний король · g7 чорний пішак · e6 білий кінь · g6 білий кінь · g5 білий король · b1 білий слон | g8 чорний король · g7 чорний пішак · e6 білий кінь · g6 білий кінь · g5 білий король · b1 білий слон | g8 чорний король · g7 чорний пішак · e6 білий кінь · g6 білий кінь · g5 білий король · b1 білий слон | g8 чорний король · g7 чорний пішак · e6 білий кінь · g6 білий кінь · g5 білий король · b1 білий слон | g8 чорний король · g7 чорний пішак · e6 білий кінь · g6 білий кінь · g5 білий король · b1 білий слон | g8 чорний король · g7 чорний пішак · e6 білий кінь · g6 білий кінь · g5 білий король · b1 білий слон | g8 чорний король · g7 чорний пішак · e6 білий кінь · g6 білий кінь · g5 білий король · b1 білий слон | g8 чорний король · g7 чорний пішак · e6 білий кінь · g6 білий кінь · g5 білий король · b1 білий слон | 7 |
| 6 | g8 чорний король · g7 чорний пішак · e6 білий кінь · g6 білий кінь · g5 білий король · b1 білий слон | g8 чорний король · g7 чорний пішак · e6 білий кінь · g6 білий кінь · g5 білий король · b1 білий слон | g8 чорний король · g7 чорний пішак · e6 білий кінь · g6 білий кінь · g5 білий король · b1 білий слон | g8 чорний король · g7 чорний пішак · e6 білий кінь · g6 білий кінь · g5 білий король · b1 білий слон | g8 чорний король · g7 чорний пішак · e6 білий кінь · g6 білий кінь · g5 білий король · b1 білий слон | g8 чорний король · g7 чорний пішак · e6 білий кінь · g6 білий кінь · g5 білий король · b1 білий слон | g8 чорний король · g7 чорний пішак · e6 білий кінь · g6 білий кінь · g5 білий король · b1 білий слон | g8 чорний король · g7 чорний пішак · e6 білий кінь · g6 білий кінь · g5 білий король · b1 білий слон | 6 |
| 5 | g8 чорний король · g7 чорний пішак · e6 білий кінь · g6 білий кінь · g5 білий король · b1 білий слон | g8 чорний король · g7 чорний пішак · e6 білий кінь · g6 білий кінь · g5 білий король · b1 білий слон | g8 чорний король · g7 чорний пішак · e6 білий кінь · g6 білий кінь · g5 білий король · b1 білий слон | g8 чорний король · g7 чорний пішак · e6 білий кінь · g6 білий кінь · g5 білий король · b1 білий слон | g8 чорний король · g7 чорний пішак · e6 білий кінь · g6 білий кінь · g5 білий король · b1 білий слон | g8 чорний король · g7 чорний пішак · e6 білий кінь · g6 білий кінь · g5 білий король · b1 білий слон | g8 чорний король · g7 чорний пішак · e6 білий кінь · g6 білий кінь · g5 білий король · b1 білий слон | g8 чорний король · g7 чорний пішак · e6 білий кінь · g6 білий кінь · g5 білий король · b1 білий слон | 5 |
| 4 | g8 чорний король · g7 чорний пішак · e6 білий кінь · g6 білий кінь · g5 білий король · b1 білий слон | g8 чорний король · g7 чорний пішак · e6 білий кінь · g6 білий кінь · g5 білий король · b1 білий слон | g8 чорний король · g7 чорний пішак · e6 білий кінь · g6 білий кінь · g5 білий король · b1 білий слон | g8 чорний король · g7 чорний пішак · e6 білий кінь · g6 білий кінь · g5 білий король · b1 білий слон | g8 чорний король · g7 чорний пішак · e6 білий кінь · g6 білий кінь · g5 білий король · b1 білий слон | g8 чорний король · g7 чорний пішак · e6 білий кінь · g6 білий кінь · g5 білий король · b1 білий слон | g8 чорний король · g7 чорний пішак · e6 білий кінь · g6 білий кінь · g5 білий король · b1 білий слон | g8 чорний король · g7 чорний пішак · e6 білий кінь · g6 білий кінь · g5 білий король · b1 білий слон | 4 |
| 3 | g8 чорний король · g7 чорний пішак · e6 білий кінь · g6 білий кінь · g5 білий король · b1 білий слон | g8 чорний король · g7 чорний пішак · e6 білий кінь · g6 білий кінь · g5 білий король · b1 білий слон | g8 чорний король · g7 чорний пішак · e6 білий кінь · g6 білий кінь · g5 білий король · b1 білий слон | g8 чорний король · g7 чорний пішак · e6 білий кінь · g6 білий кінь · g5 білий король · b1 білий слон | g8 чорний король · g7 чорний пішак · e6 білий кінь · g6 білий кінь · g5 білий король · b1 білий слон | g8 чорний король · g7 чорний пішак · e6 білий кінь · g6 білий кінь · g5 білий король · b1 білий слон | g8 чорний король · g7 чорний пішак · e6 білий кінь · g6 білий кінь · g5 білий король · b1 білий слон | g8 чорний король · g7 чорний пішак · e6 білий кінь · g6 білий кінь · g5 білий король · b1 білий слон | 3 |
| 2 | g8 чорний король · g7 чорний пішак · e6 білий кінь · g6 білий кінь · g5 білий король · b1 білий слон | g8 чорний король · g7 чорний пішак · e6 білий кінь · g6 білий кінь · g5 білий король · b1 білий слон | g8 чорний король · g7 чорний пішак · e6 білий кінь · g6 білий кінь · g5 білий король · b1 білий слон | g8 чорний король · g7 чорний пішак · e6 білий кінь · g6 білий кінь · g5 білий король · b1 білий слон | g8 чорний король · g7 чорний пішак · e6 білий кінь · g6 білий кінь · g5 білий король · b1 білий слон | g8 чорний король · g7 чорний пішак · e6 білий кінь · g6 білий кінь · g5 білий король · b1 білий слон | g8 чорний король · g7 чорний пішак · e6 білий кінь · g6 білий кінь · g5 білий король · b1 білий слон | g8 чорний король · g7 чорний пішак · e6 білий кінь · g6 білий кінь · g5 білий король · b1 білий слон | 2 |
| 1 | g8 чорний король · g7 чорний пішак · e6 білий кінь · g6 білий кінь · g5 білий король · b1 білий слон | g8 чорний король · g7 чорний пішак · e6 білий кінь · g6 білий кінь · g5 білий король · b1 білий слон | g8 чорний король · g7 чорний пішак · e6 білий кінь · g6 білий кінь · g5 білий король · b1 білий слон | g8 чорний король · g7 чорний пішак · e6 білий кінь · g6 білий кінь · g5 білий король · b1 білий слон | g8 чорний король · g7 чорний пішак · e6 білий кінь · g6 білий кінь · g5 білий король · b1 білий слон | g8 чорний король · g7 чорний пішак · e6 білий кінь · g6 білий кінь · g5 білий король · b1 білий слон | g8 чорний король · g7 чорний пішак · e6 білий кінь · g6 білий кінь · g5 білий король · b1 білий слон | g8 чорний король · g7 чорний пішак · e6 білий кінь · g6 білий кінь · g5 білий король · b1 білий слон | 1 |
|   | a | b | c | d | e | f | g | h |   |

1. Sef8?  ~ 2.La2#
1. ... Kf7! 
1. Sc7? ~ Zz
1. ... Kf7 2. La2#
1. Kh7!

1. La2! ~ 2. Kf8#
1. ... Kf7 2. Kc7#